# Madrid (Cundinamarca)
Pour les articles homonymes, voir Madrid (homonymie).
Madrid  est une municipalité située dans le département de Cundinamarca, en Colombie.